# Gouvernement Amoer
Het gouvernement Amoer (Russisch: Амурская губерния, Amoerskaja goebernija) was een gouvernement (goebernija) binnen de Russische Socialistische Federatieve Sovjetrepubliek, dat bestond van 6 november 1922 tot 1926. Het ontstond uit de oblast Amoer van het keizerrijk Rusland. Het had vier oejazden: Blagovesjtsjensk, Zavitinsk, Zeiski en Svobodni. Het gouvernement ging als okroeg Amoer op in de kraj Verre Oosten. De hoofdstad was Blagovesjtsjensk.